# Mesopenaeus brucei
Mesopenaeus brucei is een tienpotigensoort uit de familie van de Solenoceridae. De wetenschappelijke naam van de soort is voor het eerst geldig gepubliceerd in 1986 door Crosnier.